# Haiyan (Qinghai)
Haiyan (chiń. 海晏县; pinyin: Hǎiyàn Xiàn; tyb. ཧའེ་ཡན་རྫོང་, Wylie ha'e yan rdzong) – powiat w środkowych Chinach, w prowincji Qinghai, w prefekturze autonomicznej Haibei. W 1999 roku liczył 30 585 mieszkańców.